# Myristica pilosella
Myristica pilosella là một loài thực vật thuộc họ Myristicaceae. Đây là loài đặc hữu của Papua New Guinea.